# Alexander Adam (Komponist)
Alexander Franz Adam (auch Alexandre Adam; * 24. November 1853 in Bruchsal; † 10. Juni 1917 in Freiburg im Breisgau) war ein badischer Komponist und Chorleiter.

## Leben

### 1853–1883 Kindheit und Studium
Alexander Adams Eltern stammten aus Offenburg. Sein Vater Joseph Alexander (1825–1884), Oberrechnungsrat, war 1853 Kommunalpraktikant in Bruchsal, wo Alexander geboren wurde. Seine Mutter war Anna Mathilde (1831–1909). Die Kindheit verbrachte er in Freiburg. Ab 1859 besuchte er die Volksschule, ab 1860 in Karlsruhe, wo sich die Familie niedergelassen hatte. 1863 ging er auf das Lyceum in Karlsruhe, ein humanistisches Gymnasium, das heutige Bismarck-Gymnasium Karlsruhe. Er verließ es schon im Dezember 1867 während der Untertertia, legte das Abitur dann an einem anderen Institut ab. 1871 bis 1876 besuchte er das Polytechnikum Karlsruhe und absolvierte dort ein Studium der Ingenieurwissenschaften. Von 1876 bis 1879 studierte er am Musikkonservatorium in Stuttgart. Danach setzte er sein Studium an der Königlichen Hochschule für Musik in Berlin bis 1883 fort. Hier war er in der Kompositionsklasse von Friedrich Kiel.

### 1883–1891 Erste berufliche Stationen in Würzburg, Karlsruhe und Konstanz
1883 war er Kapellmeister am Stadttheater Würzburg. Er war von 1883 bis 1886 Vereinsdirigent verschiedener Chöre in Karlsruhe, unter anderem Chormeister des M.G.V. Liederkranz Karlsruhe, des Cäcilienvereins und des Instrumentalvereins. 1886 ging er nach Konstanz, hier traf er den polnischen Kiel-Schüler Zygmunt Noskowski. Adam wurde im Dezember des Jahres Musikdirektor der Sängerrunde Bodan. Ab 1887 war er Organist und Chorleiter an St. Stephan. Im selben Jahr heiratete er die Pianistin Eugenie Rosenfeldt (1861–1925). Ein großes Problem war die evangelische Konfession seiner Gattin und die Heirat vor der Badischen Landeskirche. Eine nochmalige Trauung vor einem römisch-katholischen Geistlichen und eine Erklärung der Ehegatten über die katholische Taufe und Erziehung der Kinder wurden notwendig, damit Adam seine Stellung behalten konnte. Angefeindet wurde er auch wegen seines in Gottesdiensten verwendeten Musikstils. Man warf ihm vor die gesanglichen Vorschriften der Kirche zu missachten, und einen Stil zu pflegen, der eher ins Theater oder einen Konzertsaal passte, als in eine Kirche, was der Bewegung des Cäcilianismus widersprach.

### 1891–1917 Zeit in Freiburg im Breisgau
Daher verzichtete er auf die Stelle und ging nach Freiburg. Hier übernahm er 1891 die Dirigentenstelle beim Musikverein und 1892 die Leitung des Freiburger Männergesangvereins. Er hatte hier die Möglichkeit Konzerte nach dem Geschmack der Zeit zu veranstalten, bei denen seine Frau häufig als Pianistin mitwirkte. Das Repertoire umfasste neben Kompositionen von Joseph Haydn, Wolfgang Amadeus Mozart und Franz Schubert auch Werke von Hugo Wolf, Max Reger und eigene Kompositionen. So führte er 1900 erstmals und erneut 1903 das Oratorium Jos Fritz und 1910 König Enzios Tod auf.1903 erreichte er mit dem Freiburger Männergesangverein beim VII. Bad. Sängerbundesfest in Mannheim einen ersten Preis mit der Komposition Totenvolk von Friedrich Hegar. In Freiburg wirkte er nach einem Konfessionswechsel als Kantor der evangelischen St.-Paulus-Pfarrei. 1914 legte er aus gesundheitlichen Gründen alle musikalischen Ämter nieder. Nachdem sein Sohn Alexander (1888–1915), ein Lehramtskanditat, 1915 im Krieg gefallen war, verstarb Alexander Adam am 10. Juni 1917 in Freiburg.

## Werke (Auswahl)
Der Freiburger Männergesangverein besitzt in seinem Archiv handschriftliche Partituren von Alexander Adam.

### Werke mit Opuszahl
- Suite d-Moll für das Pianoforte op. 2, Ebner, Stuttgart, 1888 OCLC 1006773950
- Symphonie A-Dur für großes Orchester op. 8
- Der Lenz ist gekommen für Singstimme mit Begleitung des Pianoforte, op. 15 Text: Julius Wolff, Baden-Baden, Sommermeyer, 1900 OCLC 313374727
- Klavierstücke op. 17
  - Nr. 2 Trotzig und treu, Impromptu, verlegt in Berlin bei Fr. Luckhardt, 1891(Digitalisat beim IMSLP)
- Huldigung dem Genius der Töne, für Soli, Männerchor und Orchester op. 20
- Sylvester-Nacht. Kantate für Soli, Chor und Orchester op. 21
- Trio für Klavier, Violine und Violoncello op. 22
- Vale senex Imperator (Barbarossa), für Solostimme, Männerchor und Orchester op. 25
- Im Jugendlenze. Symphonische Dichtung in Form einer Ouvertüre für großes Orchester op. 28
- Ouverture romantique, für großes Orchester op. 29
- Der Vogt auf dem Mühlstein. Ouvertüre op. 39
- Streichquartett op. 43
- Streichquartett op. 44
- Konzert a-Moll, für Pianoforte mit Orchesterbegleitung op. 45
- Messe op. 46. Sie wurde 1888 zum Kirchenpatrozinium von St. Stephan in Konstanz aufgeführt und von Josef Gabriel Rheinberger positiv bewertet.[1]

### Werke ohne Opuszahl
- Dunkelstern. Dramatische Dichtung Text: Maidy Kort
- Fest-Cantate zum 40jährigen Regierungsjubiläum von Großherzog Friedrich von Baden, für Soli, Chor und Orchester
- Festmarsch, dem Verein bildender Künstler zu Berlin komponiert
- Günter von Güntersthal, Text: Georg von Oertzen, Incipit: Das war der Günter, Ruckmich, Freiburg im Breisgau, 1896 OCLC 838048398
- Jos Fritz (Aus den Bauernkriegen) für Solostimmen, Chor und Orchester Text: Maidy Koch. Stuttgart, Feuchtinger, 1908[5]
  - Klavierauszug mit Text, J. Feuchtinger, Stuttgart, 1908 OCLC 49344422
  - Vorspiel, Bearbeitung für Blechbläserquintett von Karl-Heinz Frank-Lindenfelser, Quintett-Noten-Musikverlag Karl Heinz Frank, Bruchsal, 2017 OCLC 1001565946
- König Enzios Tod für Solostimmen, Chor und Orchester Text: Maidy Koch. Stuttgart, Feuchtinger, 1910[6]
- Lieder für eine Singstimme mit Begleitung des Pianoforte[7]
- Ein Lobgesang nach Worten der Heiligen Schrift, für Soli, Chor und Orchester
- Die Nacht, Rhapsodie für Alt, Mezzosopran, Soloquartett und Männerchor mit Orchesterbegleitung
- Orgelfuge mit Cantus firmus Wachet auf für drei Posaunen
- Requiem, den Gefallenen gewidmet
- Romanze für Violine und Klavier (Digitalisat beim IMSLP)
- Sonate für Pianoforte und Violine
- Zwölf Walzer für das Pianoforte zu vier Händen, Ebner, Stuttgart, 1878 OCLC 1006774020